# كلاك (أبرشيوة)
كلاك (بالفارسية: کلاک) هي قرية تقع في إيران في قسم أبرشيوة الريفي. يقدر عدد سكانها بـ 92 نسمة بحسب إحصاء 2016.